# Zalka
Zalka je žensko osebno ime.

## Izvor imena
Ime Zalka je različica ženskega imena Zala oziroma Rozalija.

## Pogostost imena
Po podatkih Statističnega urada Republike Slovenije je bilo na dan 31. decembra 2007 v Sloveniji število ženskih oseb z imenom Zalka: 100.

## Osebni praznik
V koledarju je ime Zalka skupaj z imenom Rozalija; god praznuje 4. septembra.